# Collonges-et-Premières
Collonges-et-Premières – gmina we Francji, w regionie Burgundia-Franche-Comté, w departamencie Côte-d’Or. W 2013 roku liczba ludności wynosiła 972 mieszkańców. 
Gmina została utworzona 28 lutego 2019 roku z połączenia dwóch ówczesnych gmin: Collonges-lès-Premières oraz Premières. Siedzibą gminy została miejscowość Collonges-lès-Premières. 